# Orizzonte (romanzo)
Orizzonte (Blue Horizon) è un romanzo d'avventura di Wilbur Smith. Pur essendo stato pubblicato 14 anni prima, è cronologicamente posto in successione al romanzo Il giorno della tigre.

## Trama
Continua la saga dei Courteney. Siamo circa nel 1732 e le vicende narrate interessano tutti i membri della famiglia come Tom e sua moglie Sarah, e Dorian e sua moglie Yasmini (già conosciuti nei romanzi precedenti, Monsone del 1999 e Il giorno della tigre del 2017) ma anche i loro rispettivi figli, Jim e Mansur. 
La famiglia Courtney vive oramai stabilmente nella Colonia del Capo di Buona Speranza, commerciando sia con il mondo cristiano grazie a Tom, sia con il mondo musulmano, grazie a Dorian (rapito da piccolo dal sultano di Oman, ne era stato adottato e si era convertito). Jim, figlio di Tom e Sarah, si innamora di Louisa, una forzata arrivata a bordo di una nave olandese, e destinata alle colonie di  Batavia. A seguito del naufragio della nave, Louisa evade, aiutata da Jim: entrambi dovranno scappare verso l'interno, per sfuggire alla caccia dell'ufficiale olandese Koots. Anche l'attività commerciale dovrà essere abbandonata: Tom e Dorian aiutano gli evasi e sono costretti ad abbandonare la cittadina. Durante la fuga, Yasmini, moglie di Dorian, viene uccisa da un sicario di Zayn-al-din (l'attuale tirannico sultano di Oman). 
Jim e Louisa continuano la fuga attraversano l'Africa e - arricchitisi con la caccia all'avorio e a seguito di alcune vittoriose battaglie contro gli indigeni, alcuni dei quali diverranno loro alleati - si ricongiungono con la famiglia a Fort Auspice, presso la Baia della Natività. Dorian e il figlio Mansur partono per aiutare gli insorti contro il tiranno, ma devono fuggire e rientrare al forte. Inseguiti da Zayn-al-din, dall'assassino di Yasmini, da Koots, oltre che dal console britannico Guy Courteney (fratello gemello di Tom, Guy odia mortalmente tutta la restante parte della famiglia) riescono infine a sconfiggere i loro nemici.
Mentre Mansur trova l'amore in Verity, figlia di Guy (quindi sua cugina), la famiglia Courteney decide di stabilirsi definitivamente a Fort Auspice; Jim e Louisa decidono però di ripartire per nuove avventure nell'Africa più interna. Tutto questo in un intreccio appassionante e sullo sfondo di scenari sempre diversi (il bush africano, l'oceano pacifico, l'oriente).

## Edizioni
- Wilbur Smith, Orizzonte, traduzione di Lidia Perria, La Gaja scienza, Longanesi, 21 febbraio 2003,  p. 746, ISBN 9788830419506.

- Wilbur Smith, Orizzonte, traduzione di Lidia Perria, Teadue, TEA, 2005,  p. 746, ISBN 9788850208180.

- Wilbur Smith, Orizzonte, traduzione di Lidia Perria, Best TEA, TEA], 8 ottobre 2015,  p. 746, ISBN 9788850241293.

- Wilbur Smith, Orizzonte, traduzione di Lidia Perria, I massimi TEA, TEA, 4 luglio 2019,  p. 746, ISBN 9788850255214.